# Olof Jägerskiöld
Eduard Olof Hising Jägerskiöld (* 9. Mai 1906 in Göteborg; † 10. September 1986 in Stockholm) war ein schwedischer Historiker, Archivar und Herausgeber historischer Quellen. Er war auf die Geschichte des 18. Jahrhunderts spezialisiert und wirkte maßgeblich im Riksarkivet (Schwedisches Nationalarchiv).

## Leben
Olof Jägerskiöld wurde in Göteborg geboren. Sein Vater war der Zoologe Leonard Jägerskiöld und sein Bruder der Jurist Stig Jägerskiöld.
Er studierte Geschichte an der Universität Uppsala, wo er 1943 mit einer Dissertation über Verfassungsfragen im Schweden des 18. Jahrhunderts promovierte. Ab den 1940er Jahren war er am Riksarkivet in leitender Funktion tätig. Dort war er unter anderem für die Einführung moderner Archivierungstechniken verantwortlich, darunter die Mikroverfilmung.
Er heiratete am 12. März 1938 Märta Jägerskiöld, geb. Stenberg (1905–1992). Aus der Ehe gingen drei Töchter hervor: Helena (* 1939), Elisabeth (* 1942) und Louise (* 1944).

## Werk
Jägerskiöld spezialisierte sich auf die politische Geschichte des schwedischen 18. Jahrhunderts, insbesondere auf die Zeit der Freiheitszeit und der Regierungszeit Lovisa Ulrikas.
In diversen Quelleneditionen veröffentlichte Jägerskiöld umfangreiches Material zu den Debatten im schwedischen Reichstag. Diese sind bis heute für die Forschung zur politischen Geschichte Skandinaviens von enormer Bedeutung. Er schrieb Artikel für das Schwedische Biographische Wörterbuch und andere Nachschlagewerke.

## Bedeutung
Olof Jägerskiöld leistete bedeutende Beiträge zur Erforschung der schwedischen Verfassungsgeschichte und zur Erschließung zentraler Quellen des 18. Jahrhunderts. Als Archivar war er an der Modernisierung des schwedischen Nationalarchivs beteiligt und wirkte an dessen technischer Umgestaltung mit.